# 岩出誠
岩出 誠（いわで まこと、1951年 - ）は、日本の弁護士。千葉県柏市出身。ロア・ユナイテッド法律事務所代表パートナー。千葉大学客員教授 。労働問題を主な専門として相談にあたっている。

## 略歴
- 昭和44年：東京都立日比谷高等学校卒業
- 昭和48年：千葉大学人文学部法経学科法律専攻卒業。東京大学大学院法学政治研究科入学労働法専攻入学。司法試験合格
- 昭和50年：同研究科を修了
- 昭和50年：最高裁判所司法研修所入所
- 昭和52年：同所終了
- 昭和50年：山本栄則法律事務所に入所
- 昭和56年：飯田・岩出特許法律事務所を開設
- 昭和60年：千葉大学法学部講師に就任（～昭和64年)
- 昭和61年：岩出綜合法律事務所を開設
- 平成３年：千葉工業大学工業経営学科講師に就任（～平成６年)
- 平成４年：労働省労働基準局社内預金問題研究会専門委員に就任
- 平成６年：東京地方裁判所鑑定委員（借地借家臨時処理）に就任
- 平成８年：労働省労働基準局退職金問題研究会専門委員に就任
- 平成10年：柏市男女共同参画推進審議会会長に就任（～平成14年)。東京簡易裁判所調停委員に就任
- 平成13年：厚生労働省労働政策審議会労働条件分科会会員に就任（～平成19年４月)ロア・ユナイテッド法律事務所に改組（代表パートナー)
- 平成14年：流山市男女共同参画審議会委員に就任
- 平成17年：青山学院大学大学院ビジネス法務専攻講師（労働法）に就任
- 平成18年：首都大学東京法科大学院講師（労働法）に就任・青山学院大学客員教授に就任
- 平成19年：千葉大学大学院専門法務研究科講師（労働法）に就任。人事院職員福祉局補償課精神疾患等認定基準研究会委員に就任
- 平成20年：千葉大学法科大学院客員教授（労働法）に就任
- 平成22年：東京地方裁判所調停委員に就任
- 平成23年：人事院職員福祉局補償課精神疾患等認定基準研究会委員に就任[2]

## 著作
- 『社内トラブル「もしものとき」の救急事典 社内のもめごとにきちんと法的対応ができる本 社長・幹部・総務マン必携』明日香出版社, 1993.7
- 『社内トラブル解決法 法令・判例による 不況を生き抜く経営者・総務担当者必読の実用書』大蔵財務協会税のしるべ総局, 1994.4
- 『改正労働法への対応と就業規則改訂の実務 労基法、育児・介護休業法、均等法等』日本法令, 1999.5
- 『手にとるように労働法がわかる本 悪化する労働環境から自分を守る』かんき出版, 2003.1
- 『詳解!労基法改正点と企業実務のすべて 政省令通達指針告示等を盛り込んだ』日本法令, 2003.12
- 『詳解!労基法・派遣法の改正点と企業の実務対応 ここが変わった』日本法令, 2003.8
- 『実務労働法講義』 (実務法律講義) 民事法研究会, 2004.6
- 『社員の健康管理と使用者責任 健康診断、私傷病・メンタルヘルス、過労死・過労自殺をめぐる法律問題とその対応』労働調査会, 2004.6
- 『労働安全衛生法・労災保険法等の改正点と企業の実務対応』日本法令, 2006.2
- 『労働契約法・改正労基法の個別論点整理と企業の実務対応』日本法令, 2007.6
- 『改正労働基準法と企業の実務対応』日本法令, 2009.2
- 『人事労務担当者の疑問に応える平成24年改正改正労働者派遣法』 (フロントラインシリーズ)第一法規, 2012.10
- 『平成24年改正労働法の企業対応 派遣法、労働契約法、高年齢者雇用安定法改正の実務留意点』中央経済社, 2013.3
- 『平成26年改正労働法の企業対応 有期特例法,改正パート労働法,改正安衛法等の実務留意点』中央経済社, 2014.12
- 『労働法実務大系』民事法研究会, 2015.11
- 『平成27年改正労働法の企業対応 改正派遣法、女性活躍推進法、マイナンバー制度等の実務留意点』中央経済社, 2016.4
- 『働き方改革関連法・パワハラ対応の企業実務 最新通達・ガイドラインを踏まえた』中央経済社, 2019.8
- 『新型コロナ労務トラブルケース別相談事例集』日本法令, 2020.10
- 『働く人を守る!職場六法』講談社, 2021.1
- 『「労働事件」実務入門 現代の重要紛争類型を中心として』 (弁護士実務入門シリーズ)司法協会, 2022.2

### 共編著
- 『働く人のための法律相談』 (青林法律相談) 藤倉真共編. 青林書院, 1996.3
- 『中堅・中小企業の社長業問題解決事典』岩出誠 ほか編著. アーバンプロデュース出版部, 1997.7
- 『労働事件実務マニュアル』藤倉眞共編著. ぎょうせい, 1999.6
- 『会社分割における労働契約承継法の実務Q&A』船橋茂紀,中村博, 村林俊行共著. 日本法令, 2000.8
- 『雇用機会均等法・育児介護休業法』 (Q&A労働法実務シリーズ) 村林俊行,筒井剛,中村博,小林昌弘,中町誠,中山慈夫共著. 中央経済社, 2002.6
- 『会社と社員の法律相談』大矢息生,外井浩志共編著. 学陽書房, 2005.11
- 『判例にみる労務トラブル解決のための方法・文例』編著. 中央経済社, 2006.12
- 『論点・争点現代労働法』編著. 民事法研究会, 2006.9
- 『フロントライン労働法 企業は何を対応しなければならないか? 2007』中村博,大濱正裕,深津伸子共著. 第一法規, 2007.8
- 『労働契約法って何? よくわかる解釈から実務対応まで』中村博,大濱正裕共著. 労務行政研究所, 2008.1
- 『Q&A労働契約法と改正パート労働法等のポイント』編著. 新日本法規出版, 2008.2
- 『最新労働関係法改正にともなう就業規則変更の実務』編著. 清文社, 2009.2
- 『Q&A会社の合併・分割・事業譲渡をめぐる労務管理』編著. 新日本法規出版, 2009.6
- 『これだけで改正雇用保険法のすべてがわかる 離職票の書き方・助成金手続を詳解』編著,坂本直紀, 深津伸子著. 日本法令, 2009.7
- 『人事労務担当者の疑問に応える平成22年施行改正労働基準法』 (フロントラインシリーズ) 編著. 第一法規, 2010.1
- 『時間外労働と、残業代請求をめぐる諸問題』河野順一,河本毅,向井蘭,浅井隆共著. 産労総合研究所出版部経営書院, 2011.12
- 『変貌する有期労働契約法制と企業の実務対応』編著. 日本法令, 2013.2
- 『雇用機会均等法・育児介護休業法 第2版』 (Q&A労働法実務シリーズ) 監修, ロア・ユナイテッド法律事務所 著. 中央経済社, 2013.7
- 『Q&A現代型労働紛争の法律と実務』光前幸一,安達敏男,吉田幸宗共著. 日本加除出版, 2013.8
- 『アルバイト・パートのトラブル相談Q&A 基礎知識から具体的解決策まで』 (トラブル相談シリーズ) 編集代表, ロア・ユナイテッド法律事務所 編. 民事法研究会, 2017.6
- 『Q&A働き方改革法の解説と企業の実務対応』代表編集, ロア・ユナイテッド法律事務所 編著. ロギカ書房, 2018.11
- 『「働き方改革関連法」改正にともなう就業規則変更の実務』編著. 清文社, 2018.11
- 『人事労務担当者の疑問に答える平成30年改正労働基準法』編集代表, ロア・ユナイテッド法律事務所 編集. 第一法規, 2019.2
- 『最新整理働き方改革関連法と省令・ガイドラインの解説 残業時間の規制、有休取得の義務化、同一労働同一賃金等、企業に求められる対応』編集代表, ロア・ユナイテッド法律事務所 編著. 日本加除出版, 2019.4
- 『判例解釈でひもとく改正法解説と企業対応策 働き方改革関連法』編著. 清文社, 2020.4
- 『労働契約法のしくみと企業対応Q&A 1冊でわかる新たな雇用ルール』織田康嗣,山﨑貴広,中野博和共著. ぎょうせい, 2020.4
- 『判例解釈でひもとく働き方改革関連法と企業対応策』編著. 清文社, 2021.4